# Pisamira
El pisamira és una llengua pertanyent al grup oriental de les llengües tucanes, parlada pel poble pisamira que és establert al Resguardo Part Oriental del Vaupés, a Colòmbia. Ethnologue la identifica erròniament com un dialecte del dahseyé. Segons el cens del 2005 hi havia 61 individus pisamira, però els adults ja no transmeten la llengua als infants, que parlen castellà habitualment.